# Fadogia
Fadogia is een geslacht uit de sterbladigenfamilie (Rubiaceae). De soorten uit het geslacht komen voor in tropisch en zuidelijk Afrika.

## Soorten
- Fadogia ancylantha Schweinf.
- Fadogia andersonii Robyns
- Fadogia arenicola K.Schum. & K.Krause
- Fadogia audruana M.Fay, J.-P.Lebrun & Stork
- Fadogia butayei De Wild.
- Fadogia caespitosa Robyns
- Fadogia chlorantha K.Schum.
- Fadogia chrysantha K.Schum.
- Fadogia cienkowskii Schweinf.
- Fadogia elskensii De Wild.
- Fadogia erythrophloea (K.Schum. & K.Krause) Hutch. & Dalziel
- Fadogia fragrans Robyns
- Fadogia fuchsioides Schweinf. ex Oliv.
- Fadogia glaberrima Welw. ex Hiern
- Fadogia gossweileri Robyns
- Fadogia graminea Wernham
- Fadogia homblei De Wild.
- Fadogia lactiflora Welw. ex Hiern
- Fadogia latifolia A.Chev. ex Robyns
- Fadogia leucophloea Schweinf. ex Hiern
- Fadogia luangwae Verdc.
- Fadogia oblongolanceolata Robyns
- Fadogia obscura A.Chev. ex Robyns
- Fadogia olivacea Robyns
- Fadogia parvifolia Verdc.
- Fadogia pobeguinii Pobég.
- Fadogia punctulata Robyns
- Fadogia rostrata Robyns
- Fadogia salictaria S.Moore
- Fadogia schmitzii Verdc.
- Fadogia spectabilis Milne-Redh.
- Fadogia stenophylla Welw. ex Hiern
- Fadogia tetraquetra K.Schum. & K.Krause
- Fadogia tomentosa De Wild.
- Fadogia triphylla Baker
- Fadogia variifolia Robyns
- Fadogia verdcourtii Tennant
- Fadogia verdickii De Wild. & T.Durand
- Fadogia vollesenii Verdc.

... · 
Afrocanthium · 
Asperula (Bedstro) · 
Atractocarpus · 
Belonophora · 
Bouvardia · 
Breonadia · 
Byrsophyllum · 
Callipeltis · 
Cephalanthus (Kogelbloem) · 
Chassalia · 
Cinchona · 
Coffea (Koffie) · 
Coprosma · 
Cruciata · 
Deppea · 
Galium (Walstro) · 
Gardenia · 
Genipa · 
Morinda · 
Nertera · 
Pentas · 
Plocama · 
Portlandia · 
Psydrax · 
Richardia · 
Rothmannia · 
Rubia · 
Rutidea · 
Rytigynia · 
Sabicea · 
Sarcocephalus · 
Sericanthe · 
Sherardia · 
Spermacoce · 
Tarenna · 
Tricalysia · 
Uncaria · 
Vangueria · 
Virectaria ·  
Wendlandia · 
...